# 西四辻公恪
西四辻公恪（にしよつつじ きんつむ、文化9年（1812年）12月4日 - 明治6年（1873年））は、江戸時代後期から明治時代にかけての公卿。
安政5年（1858年）、日米修好通商条約締結に反対し、廷臣八十八卿列参事件に参加した。

## 官歴
- 文政5年（1822年）：従五位上
- 文政7年（1824年）：右衛門佐
- 文政9年（1826年）：正五位下
- 文政13年（1830年）：従四位下
- 天保5年（1834年）：正四位下
- 天保12年（1841年）：右権中将
- 嘉永元年（1848年）：丹波介
- 嘉永3年（1850年）：左権中将
- 嘉永4年（1851年）：従三位
- 安政2年（1855年）：正三位

## 系譜
- 父：西四辻公尹
- 母：裏松光世の娘
- 養子：西四辻公業（高松公祐の子）